# Lodge 49
Lodge 49 es una serie de televisión estadounidense de comedia dramática creada por Jim Gavin e inspirada en la novela The Crying of Lot 49 de Thomas Pynchon. Se comenzó a emitir en la red de televisión por cable AMC en Estados Unidos el 6 de agosto de 2018 y duró hasta el 14 de octubre de 2019, con dos temporadas y un total de 20 episodios. A pesar de las críticas positivas, AMC la canceló después de su segunda temporada debido a las bajas calificaciones.

## Trama
AMC describe la serie como una " fábula moderna ambientada en Long Beach, California, sobre un exsurfista muy optimista, Dud (Wyatt Russell), que se encuentra desorientado después de la muerte de su padre y el colapso del negocio familiar", cuyas deudas tienen que asumir Dud y su hermana Liz.
La serie comienza Dud encontrando un anillo en la playa con una insignia. El destino o la casualidad, temas filosóficos que aborda la serie, lo llevan a la puerta de la "logia de los linces", un espacio donde espera encontrar sentido a su vida y que se convierte en una zona de confort donde profundizar en las relaciones personales.

## Elenco

### Principal
- Wyatt Russell como Sean "Dud" Dudley, exsurfista que descubre la Logia 49.[10]
- Brent Jennings como Ernie Fontaine, vendedor de suministros de fontanería y tiene problemas de ludopatía y se convierte en el mejor amigo de Dud.
- Sonya Cassidy como Liz Dudley, la hermana gemela de Dud que trabaja como camarera.
- Linda Emond como Connie Clark, una periodista casada con Scott y miembro de la Logia 49.
- David Pasquesi como Blaise St. John, miembro de la Logia 49 que opera una botica y es filósofo de la alquimia.
- Eric Allan Kramer como Scott Miller, miembro de la Logia 49 que está casado con Connie y trabaja como oficial de patrulla de Long Beach Port Harbor.

### Secundario
- Kenneth Welsh como Larry Loomis, protector de la Logia 49.
- Avis-Marie Barnes como Anita Jones, miembro de la Logia 49.
- Njema Williams como Big Ben Peters, alguacil de la Logia 49.
- Jimmy Gonzales como Gil Sandoval, astrónomo de la Logia 49.
- Brian Doyle-Murray como Bob Kruger, el jefe de Ernie.
- Daniel Stewart Sherman como Jeremy, jefe de Liz en Shamroxx.
- David Ury como Champ, empleado de Shamroxx.
- Atkins Estimond como Gerson, empleado de Shamroxx.
- Hayden Szeto como Corporate, ejecutivo de Omni que sale con Liz.
- Joe Grifasi como Burt, un prestamista.
- Olivia Sandoval como Janet Price, directora ejecutiva de Omni.
- Vik Sahay como Tarquin, ejecutivo de Omni.
- Tom Nowicki como Bill Dudley, padre fallecido de Dud y Liz.
- Adam Godley como Jocelyn Pugh, miembro de la Logia 1 en Londres que llega a la Logia 49.
- Bruce Campbell como Gary "The Captain" Green, un contratista general .
- Tyson Ritter como Avery, un fraude que se infiltra en la Logia 49.
- Jocelyn Towne como Gloria Keller, gerente de recursos humanos en el trabajo temporal de Dud y amante breve.
- Celia Au como Alice Ba, la amiga surfista de Dud que trabaja en la tienda de su padre.
- Long Nguyen como Paul Ba, el padre de Alice, dueño de la tienda de donuts local.
- Sam Puefua como Herman Pola, socio del prestamista Burt.
- Paul Giamatti como L. Marvin Metz, un escritor que también narra audiolibros; Giamatti aparece en un papel de solo voz no acreditado en la primera temporada.[11]
- Cheech Marin como El Confidente, miembro de la Logia 55 en México.
- Pollyanna McIntosh como Clara, miembro de Lodge 1 en Londres que se hace amiga de Connie. (temporada 2)[12]
- Karen Malina White como Trish, la exesposa de Ernie. (temporada 2)
- Mary Elizabeth Ellis como Daphne Larson, la abogada pro bono de Dud. (temporada 2)
- Bronson Pinchot como el Dr. Kimbrough, el nuevo jefe turbio de Liz. (temporada 2)
- Bertila Damas como Lenore, amiga del padre de Liz y Dud con quien tuvo una aventura. (temporada 2)
- Susy Kane como Genevieve, la pirómana musa francesa de L. Marvin Metz. (temporada 2)